# Гарнонароджений

Геральдична австрійська шляхетська корона

Гарнонароджений або Wohlgeboren - шляхетський титул і форма звертання до найнижчих рангів німецької аристократії, а також до вищої буржуазії. Латинська (давньоримська) версія цього титулу - "Vir spectabilis"

## Використання
Гоноратив «Вольгеборен» - німецькою (Euer) Wohlgeboren - дослівно перекладається як благо-народжений, гарнонародженний, тобто вельможний, багатий, шляхетний. Застосовувався при звертанні до нижчої німецької шляхти, такої як Vogt та Büttel, а також до шанованої, але нетитулованої, буржуазії.
У Швеції до нетитулованої шляхти застосовувався гоноратив та форма звертання «Välborne».
В німецькомовних державах кін. XVIII - XIX ст. вищими за титул Вольгеборен були наступні шляхетські титули. Титули вказані в порядку їх підвищення в табелі про ранги:
- (Euer) Hochwohlgeboren (Дуже Гарнонароджений або Високошляхетний), форма звертання до німецьких баронів (Freiherren), шляхти (Edle) та лицарів (Ritter);
- (Euer) Hochgeboren (Високородний), форма звертання до членів титулованої німецької знаті, що займає місце трохи нижче суверенних та князівських династій;
- Erlaucht (Ясніший) - форма звертання до німецьких графів (Reichsgrafen), які є спадкоємцями суверенних правлячих родів Священної Римської імперії;
- Durchlaucht (Ясновельможність), форма звертання до німецьких принців (Fürsten) та князів (Herzog).